# Toronto Huskies
Toronto Huskies war der Name einer Basketballfranchise aus Toronto, Ontario, in Kanada. Die Huskies spielten für genau eine Saison von 1946 bis 1947 in der Basketball Association of America (BAA), der späteren National Basketball Association (NBA).

## Geschichte
Das Team wurde 1946 gegründet und spielte in der Basketball Association of America. In ihrer einzigen Saison 1946–1947 erreichten sie eine Statistik von 22 Siegen und 38 Niederlagen. Die Huskies bekamen das Sonderrecht eingeräumt, zusätzlich zur maximalen Teamstärke von zwölf Spielern, zwei kanadische Spieler zu verpflichten, um das lokale Interesse zu steigern. 1947 löste sich das Team auf.

## Saisonstatistik
| Saison  | Siege:Niederlagen | Prozent | Play-offs               |
| ------- | ----------------- | ------- | ----------------------- |
| 1946/47 | 22:38             | 36,7    | keine Teilnahme         |
| Gesamt  | 22:38             | 36,7    | keine Playoff-Teilnahme |

## Kanadischer Basketball heute
Traditionsbewusste Fans wünschen sich zuweilen den Namen der Toronto Huskies zurück. Die Toronto-Raptors-Franchise hatte sich bei ihrer Expansion 1995 jedoch gegen diesen Namen entschieden, weil jedes Logo dem der Minnesota Timberwolves zu ähnlich gesehen hätte. Die Basketballgeschichte der Stadt wird durch Parkettgestaltung oder Jerseyfarben hingegen häufig aufgegriffen.